# 허산구 (이양시)

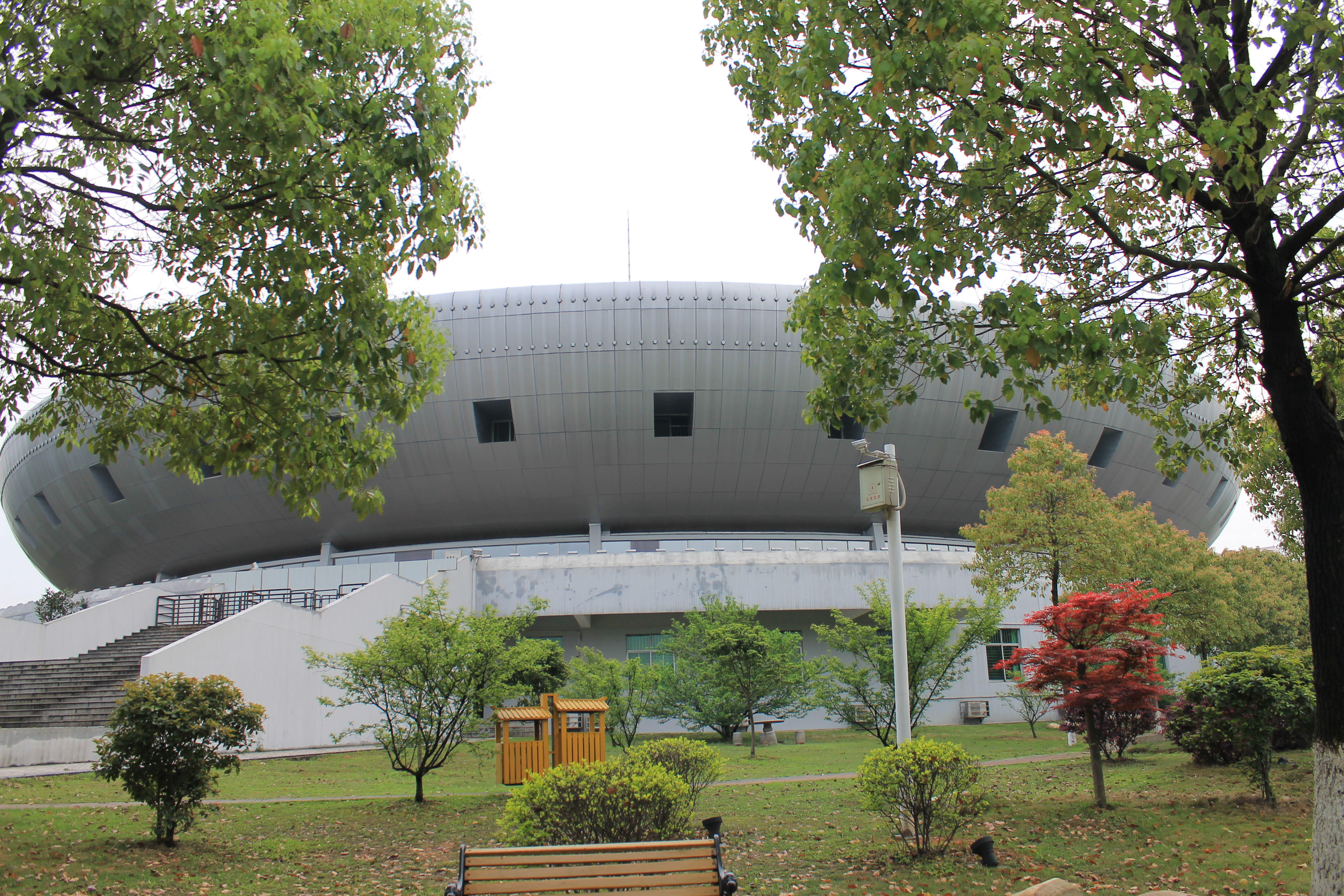

허산구(한국어: 혁산구, 중국어: 赫山区, 병음: Hèshān Qū)는 중화인민공화국 후난성 이양 시의 현급 행정구역이다. 넓이는 1280km2이고, 인구는 2007년 기준으로 880,000명이다.

## 기후
연평균 기온은 16.9°C이고 1월 평균기온은 4.5°C, 7월 평균기온은 29°C이다. 연평균 강수량은 1433mm이고 무상일수는 272일이며 연일조시간은 1554시간이다.

## 행정 구역
5개 가도, 11개 진, 2개 향을 관할한다.
- 가도: 赫山街道, 桃花仑街道, 金银山街道, 会龙山街道, 朝阳街道.
- 진: 兰溪镇, 八字哨镇, 龙光桥镇, 泉交河镇, 欧江岔镇, 沧水铺镇, 衡龙桥镇, 岳家桥镇, 泥江口镇, 谢林港镇, 新市渡镇.
- 향: 牌口乡, 笔架山乡.